# Flumpool
flumpool（フランプール）は、日本の4人組ロックバンド。2007年1月に大阪府で結成。2008年10月、配信限定シングル『花になれ』でメジャーデビュー。NHK紅白歌合戦にはこれまでに3回出場。
2017年12月3日の横浜公演終了後、山村隆太が「歌唱時機能性発声障害」であることが判明し、治療に専念するため、12月5日より活動休止。開催予定だった残りのツアー、地元大阪でのカウントダウンライブは中止。2019年1月13日に大阪・天王寺公園にてゲリラライブを実施、活動再開を発表。

## メンバー
公式サイトの「BIOGRAPHY」に準拠。
| 名前                            | 生年月日               | 担当楽器 |
| ------------------------------- | ---------------------- | -------- |
| 山村 隆太 （やまむら りゅうた） | 1985年1月21日（40歳）  | ボーカル |
| 阪井 一生 （さかい かずき）     | 1985年2月26日（40歳）  | ギター   |
| 尼川 元気 （あまかわ げんき）   | 1984年11月27日（40歳） | ベース   |
| 小倉 誠司 （おぐら せいじ）     | 1984年2月27日（41歳）  | ドラム   |

### 過去のサポートメンバー
- 井上 裕介（いのうえ ゆうすけ、1980年3月1日 - ）
ギター担当（2013年5月12日 - 6月30日）。大阪府大阪市出身。お笑いコンビNON STYLEのメンバー。

## 来歴
2002年、幼稚園からの幼馴染みの山村、阪井、尼川の3人で前身となるアコースティックギター弾き語りユニットを結成。
2007年1月、知人の紹介で知り合った小倉が加入し、flumpoolを結成。
2008年8月27日、タワーレコードおよびTSUTAYAにて初回5,000枚完全限定生産で、トライアルシングルと銘打ったインディーズシングル『labo』を発売。9月1日よりau「LISMO」のキャンペーンアーティストに起用され、10月1日にCMソングの「花になれ」が配信限定シングルとして発売され、同作を以てメジャー・デビュー。11月19日にメジャー初のCD作品となるミニ・アルバム『Unreal』を発売し、オリコン週間アルバムチャートで初登場2位を獲得。
2009年2月19日から3月7日まで、初のワンマンライブツアー「flumpool tour 2009『Unreal』」を全国6ヶ所7公演で開催。同月25日、初のCDシングル『星に願いを』を発売し、オリコン初登場2位を獲得。7月1日、初の両A面シングル『MW 〜Dear Mr. & Ms. ピカレスク〜/夏Dive』と、初のDVD『『How did we feel then?』 〜flumpool Tour 2009 "Unreal" Live at Shibuya Club Quattro〜』を同時発売。DVDはオリコン週間音楽DVDチャートで初登場1位を記録し、自身初の首位獲得となった。10月22日・23日に自身初の日本武道館公演を行なった。12月31日に 『第60回NHK紅白歌合戦』へ初出場し、「星に願いを」を歌唱。
2010年4月29日、山村が6月上旬にのどのポリープ摘出手術を行い、1〜2カ月間の静養に入ると発表され、7月7日に山村が復帰。
2011年、同年度の「第78回NHK全国学校音楽コンクール」の中学校の部の課題曲として「証」を提供。
2013年3月1日と2日に初の台湾単独公演も開催。4月26日、阪井がダイエットに専念するため、当分の間ビジュアル面での活動を休止することを発表。5月12日、阪井に代わるビジュアル面でのサポートメンバーとして、井上裕介（NON STYLE）を起用することを発表。6月30日、「flumpool阪井一生はギタリストに復帰できるのか!? Judgment Day」で、阪井が目標体重の64kgを下回る62.5kgへの減量に成功。ビジュアル面での活動を再開し、ダイエット成功のご褒美としてサブリーダーに就任。同時に井上のサポートメンバーとしての活動が終了。
2014年5月21日に初のベスト・アルバム『The Best 2008-2014「MONUMENT」』を発売。
2015年8月8日・9日に地元大阪・大泉緑地にて初となる単独野外ライブ『flumpool 真夏の野外★LIVE 2015「FOR ROOTS」 〜オオサカ・フィールズ・フォーエバー～』を開催し、2日間で3万5000人を動員。
2017年9月より全国ツアー「flumpool 8th tour 2017「Re:image」」を敢行し単独カウントダウンライブ「flumpool COUNTDOWN LIVE2017→2018」の開催も発表された。しかし、ボーカルである山村が、12月3日の神奈川公演のコンサートツアー終了後、医師の診断で機能性発声障害を患っていたことを明かした。これにより、開催中であったツアーの残りの4公演及び、カウントダウンライブの開催を中止し、本人の治療に専念するため、活動の休止も合わせて発表された。
2017年8月1日、松原市観光親善大使に就任したことを発表。
2019年1月13日、「バンド結成日にあたる1月13日に、原点に戻って地元大阪でストリートライブやりたいな」という思いから大阪・天王寺公園にてゲリラライブを敢行し、バンド活動の再開を宣言。2月からはファンクラブツアー「flumpool FAN MEETING ～FM SAKAI 2019～」を開催。
2019年5月22日、活動再開後初のシングル『HELP』を発売。
2021年7月1日、新会社設立と移籍・A-Sketchとの業務提携を発表。
2021年8月30日、YouTubeにて「ふらよん！」を開設。
2023年10月1日、mora「ハイレゾ大使」に就任したことを発表。
2023年10月6日、デビュー15周年を記念して日本武道館公演を開催した。9日には2作目となるベストアルバム『The Best flumpool 2.0 〜 Blue［2008-2011］& Red［2019-2023］〜』を発売。

## ディスコグラフィ

### シングル
1. 星に願いを
2. MW 〜Dear Mr. & Ms. ピカレスク〜/夏Dive
3. 残像
4. reboot〜あきらめない詩〜/流れ星
5. 君に届け
6. どんな未来にも愛はある/Touch
7. 証
8. Present
9. Because... I am
10. Answer
11. 大切なものは君以外に見当たらなくて/微熱リフレイン
12. 強く儚く/Belief 〜春を待つ君へ〜
13. 夏よ止めないで 〜You're Romantic〜
14. 夜は眠れるかい?
15. FREE YOUR MIND
16. ラストコール
17. とうとい
18. HELP
19. 素晴らしき嘘
20. ディスタンス

### ミニ・アルバム
1. Unreal

### オリジナル・アルバム
1. What's flumpool!?
2. Fantasia of Life Stripe
3. experience
4. EGG
5. Real
6. Shape the water

### ベスト・アルバム
1. The Best 2008-2014「MONUMENT」
2. The Best flumpool 2.0 〜 Blue［2008-2011］& Red［2019-2023］〜

### その他アルバム
1. A Spring Breath

## タイアップ一覧
| 使用年 | 曲名                                         | タイアップ                                                                           |
| ------ | -------------------------------------------- | ------------------------------------------------------------------------------------ |
| 2008年 | labo                                         | TBS系『CDTV』8月度エンディングテーマ                                                 |
| 2008年 | 花になれ                                     | au「LISMO!」CMソング                                                                 |
| 2008年 | Over the rain 〜ひかりの橋〜                 | TBS系ドラマ『ブラッディ・マンデイ』主題歌                                            |
| 2009年 | 星に願いを                                   | NTTコミュニケーションズ『MUSICO』CMソング                                            |
| 2009年 | MW 〜Dear Mr. & Ms. ピカレスク〜             | 日本テレビ系ドラマ『MW -ムウ- 第0章 〜悪魔のゲーム〜』（2009年6月30日放送）主題歌    |
| 2009年 | MW 〜Dear Mr. & Ms. ピカレスク〜             | ギャガ配給映画『MW -ムウ-』主題歌                                                    |
| 2009年 | フレイム                                     | レコチョク TV-CM CMソング                                                            |
| 2009年 | フレイム                                     | マイナビ2011就活応援ソング                                                           |
| 2009年 | Calling                                      | 有料音楽配信サイト「ミュゥモ」CMソング                                               |
| 2009年 | 夏Dive                                       | 第一興商「DAM★うた」CMソング                                                         |
| 2009年 | 見つめていたい                               | au「LISMO!」CMソング                                                                 |
| 2009年 | 見つめていたい                               | au KDDIオリジナルドラマ『恋ばな 〜スイカと絆創膏〜』主題歌                           |
| 2010年 | 残像                                         | TBS系ドラマ『ブラッディ・マンデイ -シーズン2-』主題歌                                |
| 2010年 | reboot〜あきらめない詩〜                     | 日本テレビ系『南アフリカ2010』サポートソング                                         |
| 2010年 | 君に届け                                     | 東宝系配給映画『君に届け』主題歌                                                     |
| 2010年 | 君に届け                                     | テレビ朝日系『スーパーJチャンネル』エンディングテーマ                                |
| 2010年 | Snowy Nights Serenade〜心までも繋ぎたい〜    | テレビ朝日系『お願い!ランキング』12月度エンディングテーマ                            |
| 2010年 | two of us                                    | フジテレビTWO『あいのり2』主題歌                                                     |
| 2011年 | どんな未来にも愛はある                       | DeNA「Mobage」CMソング                                                               |
| 2011年 | Touch                                        | シャープ「au（KDDI・OCT） AQUOS PHONE IS11SH」CMソング                               |
| 2011年 | 証                                           | 第78回『NHK全国学校音楽コンクール』中学校の部課題曲                                  |
| 2011年 | 証                                           | ＮHK『みんなのうた』8月・9月オンエア楽曲                                             |
| 2011年 | 覚醒アイデンティティ                         | 『ラグビーワールドカップ2011』番組イメージソング                                     |
| 2011年 | Music Surfer                                 | サッポロビール「サワー工房」CMソング                                                 |
| 2011年 | Present                                      | テレビ朝日系『お願い!ランキング』12月度エンディングテーマ                            |
| 2011年 | Present                                      | レコチョク TV-CM CMソング                                                            |
| 2012年 | 君をつれて                                   | フジテレビ系『めざましどようび』テーマソング                                         |
| 2012年 | Because... I am                              | 日本テレビ系『スッキリ!!』7月期エンディングテーマ                                    |
| 2012年 | Because... I am                              | シャープ「au（KDDI・OCT） AQUOS PHONE CL IS17SH』CMソング                            |
| 2012年 | Answer                                       | TBS系木曜ドラマ9『レジデント〜5人の研修医』主題歌                                    |
| 2013年 | 微熱リフレイン                               | 『明治エッセルスーパーカップ』CMソング                                               |
| 2013年 | 強く儚く                                     | 日本テレビ『スッキリ!!』10月度エンディングテーマ                                     |
| 2013年 | Belief 〜春を待つ君へ〜                      | 映画『おしん』主題歌                                                                 |
| 2013年 | Belief 〜春を待つ君へ〜                      | 大王製紙「エリス」ブランドCMソング                                                   |
| 2014年 | ビリーバーズ・ハイ                           | MBS・UHFアニメ『キャプテン・アース』オープニングテーマ                               |
| 2014年 | 大好きだった                                 | フジテレビ系『めざましテレビ』デイリーテーマソング                                   |
| 2015年 | 大好きだった                                 | スカパー! WAKUWAKU JAPAN 2015 Jリーグ イメージソング                                 |
| 2015年 | 夏よ止めないで 〜You're Romantic〜           | スカパー!「2015 Jリーグ」CMソング                                                    |
| 2016年 | 夜は眠れるかい?                              | テレビアニメ『亜人』主題歌                                                           |
| 2016年 | 夜は眠れるかい?                              | 映画『亜人』主題歌                                                                   |
| 2016年 | 君が笑えば 〜Just like happiness〜           | ブルボン アルフォート ミニチョコレート「ブロンドはお好き?」篇CMソング                |
| 2016年 | DILDEMMA                                     | ブルボン アルフォート ミニチョコレート「かんたんスモア」篇CMソング                   |
| 2016年 | 今日の誓い                                   | ブルボン アルフォート ミニチョコレート「メッセージデコ」篇CMソング                   |
| 2016年 | 解放区                                       | 日本テレビ系『スッキリ!!』3月度テーマソング                                          |
| 2016年 | 明日キミが泣かないように                     | KKBOX「一緒に聴く」篇 TVCMソング                                                     |
| 2016年 | FREE YOUR MIND                               | 「スカパー!オンデマンド」CMソング                                                    |
| 2016年 | ムーンライト・トリップ                       | COUNTDOWN LIVE 2016→2017「FOR ROOTS」テーマソング                                    |
| 2016年 | とある始まりの情景 〜Bookstore on the hill〜 | 朝日放送『ごきげん!ブランニュ』エンディングテーマ                                    |
| 2017年 | ラストコール                                 | 映画『サクラダリセット』主題歌                                                       |
| 2017年 | ラストコール                                 | テレビ東京系『JAPAN COUNTDOWN』3月度オープニングテーマ                               |
| 2017年 | ナミダリセット                               | 映画『サクラダリセット』後篇エンディングテーマ                                       |
| 2017年 | キズナキズ                                   | ＮHK『みんなのうた』2017年2月・3月オンエア楽曲                                       |
| 2017年 | WINNER                                       | TBS系『S☆1』イメージソング                                                           |
| 2017年 | To be continued…                             | テレビアニメ『Infini-T Force』主題歌                                                 |
| 2017年 | To be continued…                             | 映画『劇場版Infini-T Force』主題歌                                                   |
| 2017年 | To be continued…                             | タツノコプロ55周年記念作品『Infini-T Force』主題歌                                   |
| 2019年 | 空の旅路                                     | サッポロビール「Innovative Brewer SORACHI1984」ドキュメンタリームービー テーマソング |
| 2020年 | ネバーマインド                               | テレビアニメ『あひるの空』オープニングテーマ                                         |
| 2020年 | 素晴らしき嘘                                 | 日本テレビ系水曜ドラマ『知らなくていいコト』主題歌                                   |
| 2020年 | ちいさな日々                                 | テレビアニメ『かくしごと』オープニングテーマ                                         |
| 2020年 | ちいさな日々                                 | AVIOT『TEｰD01d』シリーズ Web CM                                                      |
| 2020年 | とうとい                                     | 富山テレビ『bbt music selection』エンディングテーマ                                  |
| 2020年 | 虹の傘                                       | JCB「QUICPay/クイックペイ」CMソング                                                  |
| 2020年 | 勲章                                         | フジテレビ系『とくダネ!』5月度 MONTHLY SONG                                          |
| 2020年 | NEW DAY DREAMER                              | DAIHATSU 新型タフト CMソング                                                         |
| 2021年 | フリーズ                                     | テレビアニメ『セブンナイツ レボリューション -英雄の継承者-』オープニングテーマ       |
| 2021年 | ちいさな日々                                 | 「劇場編集版 かくしごと ―ひめごとはなんですか―」主題歌                               |
| 2021年 | ディスタンス                                 | フジテレビ系『めざまし8』6月度エンディングソング                                     |
| 2021年 | ビギナーズノート                             | 阪南大学プロジェクト『HANNAN YELL MUSIC』応援ソング                                  |
| 2022年 | A Spring Breath                              | フジテレビ系『めざまし8』3月度エンディングソング                                     |
| 2022年 | 夢から覚めないで                             | 日本テレビ系『ぶらり途中下車の旅』テーマソング                                       |
| 2022年 | 青空ブランニュー                             | 日本テレビ系『ぶらり途中下車の旅』テーマソング                                       |
| 2023年 | Magic                                        | テレビ朝日系ドラマ『私小説 －発達障がいのボクが純愛小説家になれた理由－』主題歌      |
| 2023年 | 泣いていいんだ                               | テレビアニメ『柚木さんちの四兄弟。』オープニングテーマ                               |
| 2024年 | puzzled                                      | スマートフォン向けゲームアプリ『崩壊学園』10周年テーマソング                         |
| 2024年 | 君に恋したあの日から                         | 日本テレビ系『DayDay.』4月度エンディングテーマ                                       |
| 2024年 | いきづく feat. Nao Matsushita                | 映画『風の奏の君へ』主題歌                                                           |
| 2024年 | SUMMER LION                                  | テレビ東京系ドラマNEXT『ひだまりが聴こえる』オープニングテーマ                       |
| 2024年 | 証                                           | フジテレビ系ドラマ『最寄りのユートピア』挿入歌                                       |
| 2024年 | 星に願いを                                   | フジテレビ系ドラマ『最寄りのユートピア』挿入歌                                       |
| 2025年 | 迷宮シナプス                                 | ゲーム『 ユミアのアトリエ ～追憶の錬金術士と幻創の地～』主題歌                       |
| 2025年 | 証                                           | GOKKOオリジナルシリーズ『強く、生きる』主題歌                                        |

## 出演番組

### ラジオ
- SPEAK OUT!（J-WAVE『TOKYO REAL-EYES』内コーナー、2009年1月2日 - 2009年3月29日）
- 『SCHOOL OF LOCK!』内「flumpool LOCKS!」（JFN・TOKYO FM、2009年10月7日 - 2015年9月30日）
- flumpool 秘密の部屋（ABCラジオ、2015年4月4日 - 2017年3月26日）

### NHK紅白歌合戦出場歴
| 年度/放送回                           | 回 | 曲目       | 出演順 | 対戦相手         |
| ------------------------------------- | -- | ---------- | ------ | ---------------- |
| 2009年（平成21年）/第60回             | 初 | 星に願いを | 02/25  | AKB48            |
| 2010年（平成22年）/第61回             | 2  | 君に届け   | 04/22  | 中村美律子       |
| 2011年（平成23年）/第62回             | 3  | 証         | 02/25  | アンジェラ・アキ |
| * 出演順は「出演順/出場者数」を表す。 |    |            |        |                  |